# Psychotria argentata
Psychotria argentata là một loài thực vật có hoa trong họ Thiến thảo. Loài này được Korth. miêu tả khoa học đầu tiên năm 1851.